# Polycarpa pseudoalbatrossi
Polycarpa pseudoalbatrossi är en sjöpungsart som beskrevs av Monniot 1968. Polycarpa pseudoalbatrossi ingår i släktet Polycarpa och familjen Styelidae. Inga underarter finns listade i Catalogue of Life.